# Democracy: The God That Failed
Democracy: The God That Failed är en bok från 2001 av Hans-Hermann Hoppe som innehåller tretton essäer om demokrati. Passager i boken motsätter sig allmän rösträtt och gynnar "naturliga eliter". Boken hjälpte till att popularisera Hoppe i högerextrema diskurser.
Hoppe är en tyskfödd ekonom som var professor vid University of Nevada, Las Vegas. Han förknippas med Mises Institute, en högerlibertariansk tankesmedja.

## Sammanfattning
I boken hävdar Hoppe att demokrati är en orsak till civilisationens förfall. Boken "undersöker moderna demokratier i ljuset av olika uppenbara misslyckanden" som, enligt Hoppes uppfattning, inkluderar stigande arbetslöshet, växande statsskulder och insolventa försäkringssystem. Han tillskriver demokratins misslyckanden till påtryckningsgrupper som söker ökade statliga utgifter, regleringar och beskattning och en brist på motåtgärder till dem. Potentiella lösningar som han diskuterar inkluderar secession, "förskjutning av kontrollen över den nationaliserade rikedomen från en större central regering till en mindre, regional" och "fullständig avtalsfrihet, ockupation, handel och migration införd".
Hoppe karakteriserar demokrati som "offentligt ägd regering", och när han jämför den med monarki - "privatägd regering" - drar han slutsatsen att det senare är att föredra. Hoppe syftar dock till att visa att både monarki och demokrati är bristfälliga system jämfört med hans föredragna struktur för att främja civilisationen – något han kallar den naturliga ordningen, ett system fritt från både beskattning och tvångsmonopol där jurisdiktioner fritt tävlar om anhängare. I sin inledning listar han andra namn som används på andra ställen för att hänvisa till detta begrepp av "naturlig ordning", inklusive "ordnad anarki", "privat egendomsanarkism", "anarkokapitalism", "autogovernment", "privaträttssamhälle" och "ren kapitalism".
Titeln på verket är en anspelning på The God that Failed, ett verk från 1949 där sex författare som tidigare hade kommunistiska åsikter beskriver sin erfarenhet av, och efterföljande besvikelse av, kommunism.

## Mottagning
Boken hjälpte till att popularisera Hoppe i den högerextrema diskursen, särskilt anmärkningsvärt var ett avsnitt av boken som krävde utvisning av eller direkt dödande av politiska rivaler. På frågan av The Intercept 2021 om hans inkorporering i högerextrema internetmemes som hyllar politiskt våld, svarade Hoppe att frågan var okunnig och sa: "Jag har varit en intellektuell förkämpe för privat äganderätt, fria marknader, avtalsfrihet och föreningsfrihet och fred", och "Vad vet jag? Det finns massor av galna människor där ute!"
Walter Block, en kollega till Hoppes vid Mises Institute, recenserade boken i The American Journal of Economics and Sociology och gav den en allmänt positiv recension och skrev: "Den här boken kommer att ta med storm inom politisk ekonomi, och ingen som är intresserad av dessa ämnen har råd att vara utan den."
I en artikel från 2017 i The Washington Post om libertarianska kopplingar till alt-högern, skrev John Ganz att Hoppes bok "citerar märkliga vetenskaper om IQ-skillnader som är inneboende i ras för att stödja hans argument, presenterar ett "anarkokapitalistiskt" försvar av segregation som fastighetsägares privilegium, och är så ogenerat anti-jämlik att han tvivlar på den grundläggande mänskligheten hos människor som inte passar in i hans ideologiska schema."

## Publiceringshistorik
- Transaction Publishers [New Brunswick, NJ] (2001)
- Routledge (2017)
  - Ljudboksutgåva.
  - Berättad av Paul Strikwerda.
  - Ljud på Mises Institute
  - Online på SoundCloud